# Баптизм
Бапти́зм (від грец. βαπτυζω: занурюю, хрещу) — напрямок у протестантизмі, який зародився у Америці на початку XVII ст. Особливістю віри є виняткова практика хрещення мирян, а також акцент на місцевій громаді, яка несе відповідальність за власне життя і доктрину (конгрегаціоналізм) Баптисти є однією з найбільших спільнот протестантських церков у світі, що налічують близько 100 мільйонів вірян.

## Історія
Біблійну обґрунтованість хрещення немовлят ставили під сумнів ще в дореформаційні часи, наприклад, вальденці. Під час Реформації саме анабаптисти відкинули хрещення немовлят. Згідно з анабаптистськими статтями, вираженими у шляйтгаймському віросповіданні, хрещення було тільки біблійним і тому дійсним, якщо охрещувані розуміли його значення, вірили самі й особисто бажали й вимагали хрещення. Хоча пізніші баптисти прийняли цей погляд на хрещення і еклезіологію, що стоїть за ним, їх не можна вважати прямими нащадками анабаптистського руху.

### Зародження
Баптизм бере свій початок з руху, започаткованого англійцями Джоном Смітом і Томасом Гелвісом в Амстердамі. Через спільні переконання з пуританами та конгрегаціоналістами вони вирушили у вигнання в 1607 році до Голландії разом з іншими вірянами, які дотримувалися подібних біблійних позицій. Ці переконання становили те, що Біблія має бути єдиним дороговказом і що хрещення мирянина - це те, чого вимагає Святе Письмо. У 1609 році, який вважається роком заснування руху, вони охрестили мирян і заснували першу баптистську церкву. Томас Гелвіс опублікував перше баптистське сповідання віри "Декларація віри англійського народу" (англ. A Declaration of Faith of English People) в 1611 році.
Того ж року він опублікував "Коротку декларацію про таємницю беззаконня" (англ. A short statement on the Mystery of Iniquity), критику бравнізму, пуританства і папства. Ця праця стала одним із перших закликів до релігійної свободи в Англії та Уельсі. Гелвіс надіслав її королю Англії Якову I, нагадуючи йому, що він теж смертний, "прах і попіл", як і всі ми, і не має влади над безсмертними душами своїх підданих. У відповідь король відправив його до в'язниці, де він перебував до самої смерті в 1616 році. Іншим богословом, який спричинився до цього руху, був англійський священник Джон Спілсбері, який розробив доктрину хрещення вірянина і якому приписують заснування першої індивідуальної баптистської церкви в 1638 році в Лондоні.
У 1638 році англійський служитель Роджер Вільямс заснував Першу баптистську церкву Америки в Провіденсі, штат Род-Айленд. У 1644 році сім баптистських церков Лондона опублікували "Баптистське сповідання віри 1644 року". У 1689 році "Лондонське віросповідання" віри було прийняте окремими баптистами.

### На українських землях
В Україні відомо кілька центрів баптизму. Першим у 1852 році стало село Основа Одеського повіту Херсонської губернії. Наступними — села Карлівка та Любомирка Єлисаветградського повіту тієї ж губернії. Визначним проповідником на Наддніпрянщині був простий селянин Іван Рябошапка. На Західну Україну євангельський рух поширився пізніше: на Волинь у 1864 році, на Буковину, яка була в складі Румунії у 1920 році, на Галичину в 1920⁣ — ⁣1925 роках. У Бессарабії поширення почалося в 1870 році. А вже в 2000 році в Україні було понад 2000 громад та близько 150 тис. членів баптистських церков.
За радянських часів баптистів переслідували, багато з них загинули по таборах. В 60-х роках баптистський рух зазнав розколу. Виникли й менші групи — «автономні» громади. Репресії влади, однак були спрямовані й проти «реєстрованих» і проти «нереєстрованих». З останніх найвідомішим є в'язень радянських таборів Георгій Вінс.
В Україні Головою Союзу євангельських християн-баптистів (ЄХБ), тобто «реєстрованої» течії, з 1990 по 2006 рр. був Комендант Григорій Іванович; у 2006 р. Головою ЄХБ України був обраний Нестерук В'ячеслав Васильович, його заступником — Шемчишин Володимир Павлович.

## Віровчення
Суттєвою характеристикою баптистів залишається їхня практика хрещення. Згідно з баптистським розумінням, дійсне хрещення в біблійному розумінні передбачає особисте сповідування віри претендентом на хрещення. Тому хрещення немовлят відкидається. Баптисти критично ставляться до терміна "хрещення дорослих", оскільки, на їхню думку, віра не може бути визначена віковими межами. Вони вважають за краще називати свою практику хрещення вірян.
Хоча у світі не існує єдиного баптистського віросповідання, існує велика згода щодо наступних принципів:
- Авторитет Писання (sola scriptura) - Біблія є єдиним повністю авторитетним джерелом вчення про Бога і Його положення про людину.
- Свобода вибору - церква Ісуса є творінням Божого Слова. Проголошення пробуджує, зміцнює і виправляє віру людей і вимагає від них відповіді. Проголошення Євангелія є необхідною умовою для того, щоб людина прийшла до віри. Ті, хто увірував в Ісуса Христа, запрошуються до хрещення на основі особистого сповідання. І не хрещення, а особиста віра в Ісуса Христа як Господа і Спасителя є вирішальною для спасіння.
- Спасіння благодатю (sola gratia) - грішна за своєю природою людина не здатна нічого зробити для свого спасіння. Але добрий Бог змилосердився над людьми, простив їм їхнє гріховне відхилення і дозволив почати нове життя зі стертим минулим.
- Конгрегаціоналізм - помісна громада вірян "управляє" Словом і знаками хрещення та євхаристії, встановленими Ісусом Христом. Вона делегує це завдання окремим членам громади. Існує також священство всіх вірян. Всі таїнства можуть бути виконані будь-яким членом громади.
- Секуляризм - баптисти всього світу виступають за свободу віри й совісті. Держава і церква повинні бути відокремлені. Жодна релігія не може мати привілеїв з боку держави.

Баптисти відкидають існування:
- святих місць - вони вірять, що церква - це місце, де збираються віруючі в Христа;
- священного часу - поклоніння Богу повинно відбуватися завжди і скрізь;
- священної касти - всі християни є священниками і не потребують посередників; церковні посади встановлюються і призначаються самою церквою; в особі Папи Римського визнають главу  Католицької церкви, але головою Вселенської церкви вважають лише Христа;
- священні ритуали - окрім таїнств - встановлені Ісусом.

У багатьох церквах баптистське богослов'я є євангельським. Чітко відчутний вплив кальвінізму (богослов'я завіту), відродження, пуританізму (в англо-американському регіоні) і пієтизму (в німецькомовному регіоні), часто також ідеї диспенсаціоналізму. Однак між окремими баптистськими союзами, а також місцевими громадами можуть існувати великі відмінності.

### Напрямки
У світі баптизм поділяється на кілька напрямків. Зокрема: «загальні» (вважають, що Христос помер за все людство), «часткові» (Христос помер не за всіх, а лише за «частку», тих, хто передбачені до спасіння), «відкриті» (невелика фундаменталістська група у США). За часів СРСР місцеві баптисти також поділилися на кілька напрямків: «реєстровані» (за часів СРСР були зареєстровані владою, більш модерні), «відділені» або «нереєстровані» (більш консервативні; не визнавалися владою, через що зазнавали більших переслідувань, репресій та ув'язнень за віру), а також «автономні» громади.

## Літургія
Організація богослужінь не підпорядковується певному літургійному статуту, а тому кожна громада вирішує це питання індивідуально. Однак проголошення Слова Божого, безумовно, знаходиться на першому плані. Богослужіння зазвичай поділяється на вступну частину, яку готують члени громади або групи, і проповідь. Проповідь може виголошувати і несвященнослужитель (зазвичай волонтери). Музика на богослужінні - це спів громади або хор. Деякі громади є харизматичними. Важливим елементом є відкрита молитва громади, в якій кожен віруючий має можливість молитися вголос. Для дітей паралельно з богослужінням працює недільна школа.
Хрещення відбувається шляхом повного занурення. У більшості баптистських церков є баптистерій (хрещальна купіль) для хрещення. Багато баптистських церков також люблять хрестити у відкритих водоймах. Загалом, членом баптистської церкви може стати тільки той, хто прийняв хрещення. Однак хрещення не обов'язково має бути здійснене в баптистській церкві.
Вечеря Господня підкреслює спілкування вірян один з одним, а також з Ісусом Христом. Запрошуються всі, хто усвідомлює себе примиреним з Богом і людьми через Ісуса Христа. Доречним є біблійне застереження: "Хай же людина випробовує себе, і так хай хліб їсть і з чаші хай п’є." (1 Кор 11:28). Зазвичай по рядах передають тарілки з розламаним хлібом і келихи з вином. Часто, з уваги до залежних, замість вина подають виноградний сік. Практикуються й інші форми причастя.
Для баптистів важлива не стільки зовнішня форма богослужіння, скільки інтенсивне спілкування з іншими членами громади та Ісусом. Тому багато громад пропонують після богослужіння каву або навіть обід. Гостям раді на всіх заходах - окрім зборів громади, де приймаються рішення з усіх важливих питань життя громади.
Існують домашні групи як місце для особистих зустрічей. Вони складаються з 8-10 осіб і зустрічаються регулярно (зазвичай щотижня або раз на два тижні). Важливо ділитися з іншими членами і разом зростати у вірі. "Священство всіх віруючих" також сильно виражене тут.

## Розповсюдження
Баптистські громади існують приблизно в 160 країнах світу і налічують близько 47 мільйонів охрещених членів. Деномінаційна статистика додає дітей та друзів, які беруть участь у житті громади, щоб зробити цифри порівнянними з показниками мейнстримних церков, які зазвичай практикують хрещення немовлят. Згідно з цією статистикою, приблизно 100 мільйонів людей мають духовний дім у баптистських громадах.

### Загальний огляд
Більшість національних баптистських союзів належать до Всесвітнього Баптистського Альянсу (ВБА). Значними винятками є Південна баптистська конвенція (США), яка вийшла у 2004 році й налічує близько 11 мільйонів охрещених членів, а також репатріантські громади російсько-німецьких баптистів, що налічують близько 350 000 членів. З 1905 року кількість баптистів зросла в сім разів. Найсильніші баптистські групи знаходяться в США, країнах колишнього СРСР, Бразилії, Нігерії, Бірмі та Індії.

### Статистичне порівняння 1894, 1958 і 2004 років
| Регіони світу                           | Членство 1894                   | Членство 1958 | Членство 2004           | Помісні церкви 2004 |
| --------------------------------------- | ------------------------------- | ------------- | ----------------------- | ------------------- |
| Африка                                  | 6.392                           | 279.241       | 6.126.307               | 25.389              |
| Океанія                                 | 131.947                         | 769.875       | 4.718.530               | 25.937              |
| Європа                                  | 450.429                         | 1.142.127     | 793.507                 | 12.973              |
| Центральна Америка та Карибський басейн | 45.173                          | 104.829       | 465.538                 | 4.188               |
| Північна Америка                        | 3.989.876                       | 19.804.632    | 17.901.569              | 61.817              |
| Південна баптистська конвенція (США)    | (включено до Північної Америки) | 16.053.006    | –                       | –                   |
| Південна Америка                        | 729                             | 146.988       | 1.447.745               | 10.126              |
| Всього                                  | 4.624.546                       | 38.300.698    | 47.512.077 (у т.ч. ПБК) | 140.430             |